# Wim van den Doel
Hubrecht Willem (Wim) van den Doel (Zierikzee, 26 december 1962) is een Nederlands bestuurder en historicus. Van 2007 tot 2016 was hij facultair decaan in Leiden. Van 2017 tot 2020 was hij lid van de Raad van Bestuur van de Nederlandse Organisatie voor Wetenschappelijk Onderzoek. Vanaf 1 februari 2020 is hij dean van de Leiden-Delft-Erasmus Universities alliantie.

## Leven en werk
Van den Doel werd in 1962 geboren in Zierikzee en groeide op in Delft. Hij studeerde in 1987 cum laude af aan de Rijksuniversiteit Leiden om vervolgens te worden aangesteld als docent Amerikaanse geschiedenis bij de Leidse vakgroep geschiedenis.
Van 1988 tot begin 1990 vervulde hij zijn dienstplicht bij de Sectie Militaire Geschiedenis van de Koninklijke Landmacht, waar hij belangrijke delen schreef van het boek Mei '40. De strijd op Nederlands grondgebied (Den Haag: SDU, 1990), onder meer over de strijd op de Grebbeberg en het bombardement op Rotterdam. Hij promoveerde in 1994 onder leiding van professor Cees Fasseur op De Stille Macht. Het Europese binnenlands bestuur op Java en Madoera 1808-1942. In 2003 werd hij benoemd tot hoogleraar Algemene Geschiedenis aan de Universiteit Leiden, waarmee hij de opvolger werd van professor Henk Wesseling. Vanaf oktober 2007 was hij interim-decaan van de Faculteit der Letteren aan de Universiteit Leiden. Op 1 september 2008 werd hij decaan van de gefuseerde faculteit der Geesteswetenschappen van dezelfde universiteit. Tijdens zijn decanaat werden binnen de faculteit nieuwe instituten gevormd, de opleidingen International Studies en Urban Studies ontwikkeld en kreeg het Nederlands Instituut in Marokko (NIMAR) een doorstart. Van 2017 tot 2020 was hij voorzitter van het onderdeel "Sociale en Geesteswetenschappen" en lid van de Raad van Bestuur van NWO.
In 2014 werd Van den Doel voorzitter van de Raad van Toezicht van het Roosevelt Studiecentrum (RSC) in Middelburg. In 2019 werd het RSC gereorganiseerd tot het Roosevelt Institute for American Studies en werd Van den Doel voorzitter van het bestuur ervan.
Van den Doel was betrokken bij een rechtszaak uit 2019 tegen de Universiteit Leiden. Hij liet in 2016 toe dat een anoniem gemaakte brief met negatieve informatie over een sollicitant werd gebruikt in een sollicitatieprocedure zonder toestemming van deze sollicitant. De rechtbank in Den Haag oordeelde dat de betreffende sollicitant onrechtmatig was behandeld.
Vanaf 1 februari 2020 is hij dean van de Leiden-Delft-Erasmus Universities alliantie. In 2021 werd hij tevens voorzitter van de Stichting NL Space Campus in Noordwijk en trad hij toe tot de Board of Trustees van het Europaeum.
In 2024 won Van den Doel de Boerhaave Biografieprijs 2024 van de Koninklijke Hollandsche Maatschappij der Wetenschappen voor zijn biografie van Christiaan Snouck Hurgronje. De jury prees het boek als een volledige en fascinerende geleerdenbiografie.

## Publicaties
- De Stille Macht. Het Europese binnenlands bestuur op Java en Madoera 1808-1942 (Amsterdam: Bert Bakker, 1994), ISBN 90-351-1405-1
- Het Rijk van Insulinde. Opkomst en ondergang van een Nederlandse kolonie, (Amsterdam: Uitgeverij Prometheus, 1996), ISBN 9053333746
- Afscheid van Indië. De val van het Nederlandse imperium in Azië (Amsterdam: Uitgeverij Prometheus, 2000), ISBN 90-446-0044-3 geb, ISBN 90-446-0043-5 pbk
- Europa en het Westen (Amsterdam: Bert Bakker, 2004)
- (redactie) Plaatsen van herinnering. Nederland in de twintigste eeuw (Amsterdam: Bert Bakker, 2005)
- Zo ver de wereld strekt (Amsterdam: Bert Bakker, 2011)
- Snouck. Het volkomen geleerdenleven van Christiaan Snouck Hurgronje (Amsterdam: Prometheus, 2021) Bekroond met de Boerhaave Biografieprijs 2024.[4]